# Pierre Clemens
Pierre Clemens (2 augustus 1913 - 26 augustus 1963) was een Luxemburgs wielrenner.

## Levensloop en carrière
Clemens, de oudere broer van wielrenner Mathias Clemens, was professioneel wielrenner van 1936 tot 1945. In 1936 eindigde hij op de vierde plaats in de Ronde van Frankrijk. In 1937 werd hij Luxemburgs kampioen.

## Resultaten in voornaamste wedstrijden
| Jaar | Ronde van Italië | Ronde van Frankrijk | Ronde van Spanje |
| ---- | ---------------- | ------------------- | ---------------- |
| 1936 |                  | 4e                  |                  |
| 1937 |                  | opgave              |                  |
| 1938 |                  | opgave              |                  |
| 1939 |                  | 20e                 |                  |